# Idiocerus sakarahensis
Idiocerus sakarahensis är en insektsart som beskrevs av Evans 1959. Idiocerus sakarahensis ingår i släktet Idiocerus och familjen dvärgstritar. Inga underarter finns listade i Catalogue of Life.